# Iman Ghaleb Al-Hamli
Iman Ghaleb A o-Hamli (nascida no Iêmen) é uma empreendedora iemenita que lidera um grupo de dez mulheres que instalaram uma microrrede solar, fornecendo energia limpa e de baixo impacto, a 32 km da linha de frente da devastadora guerra civil do Iêmen. A BBC a incluiu na lista das 100 Mulheres mais inspiradoras de 2020.

## Ativismo
A microrrede de energia solar liderada por Iman Al-Hamli é uma das três estabelecidas pelo Programa de Desenvolvimento das Nações Unidas em áreas sem eletricidade no Iêmen, e a única administrada inteiramente por mulheres. Em um contexto cultural em que as mulheres fazem trabalhos domésticos mesmo tendo cursado a universidade, elas foram inicialmente provocadas pela comunidade. No entanto, elas gradualmente ganharam o respeito de sua comunidade, ganharam uma renda estável e desenvolveram novas habilidades profissionais, como costura, soldagem, venda de mercearias e estabelecimentos comerciais.

## Reconhecimento
A BBC incluiu Iman Al-Hamli na lista das 100 Mulheres mais inspiradoras de 2020.